# Giovanni Toti (giocatore di badminton)
Giovanni Toti (Chiari, 28 dicembre 2000) è un giocatore di badminton italiano.

## Biografia

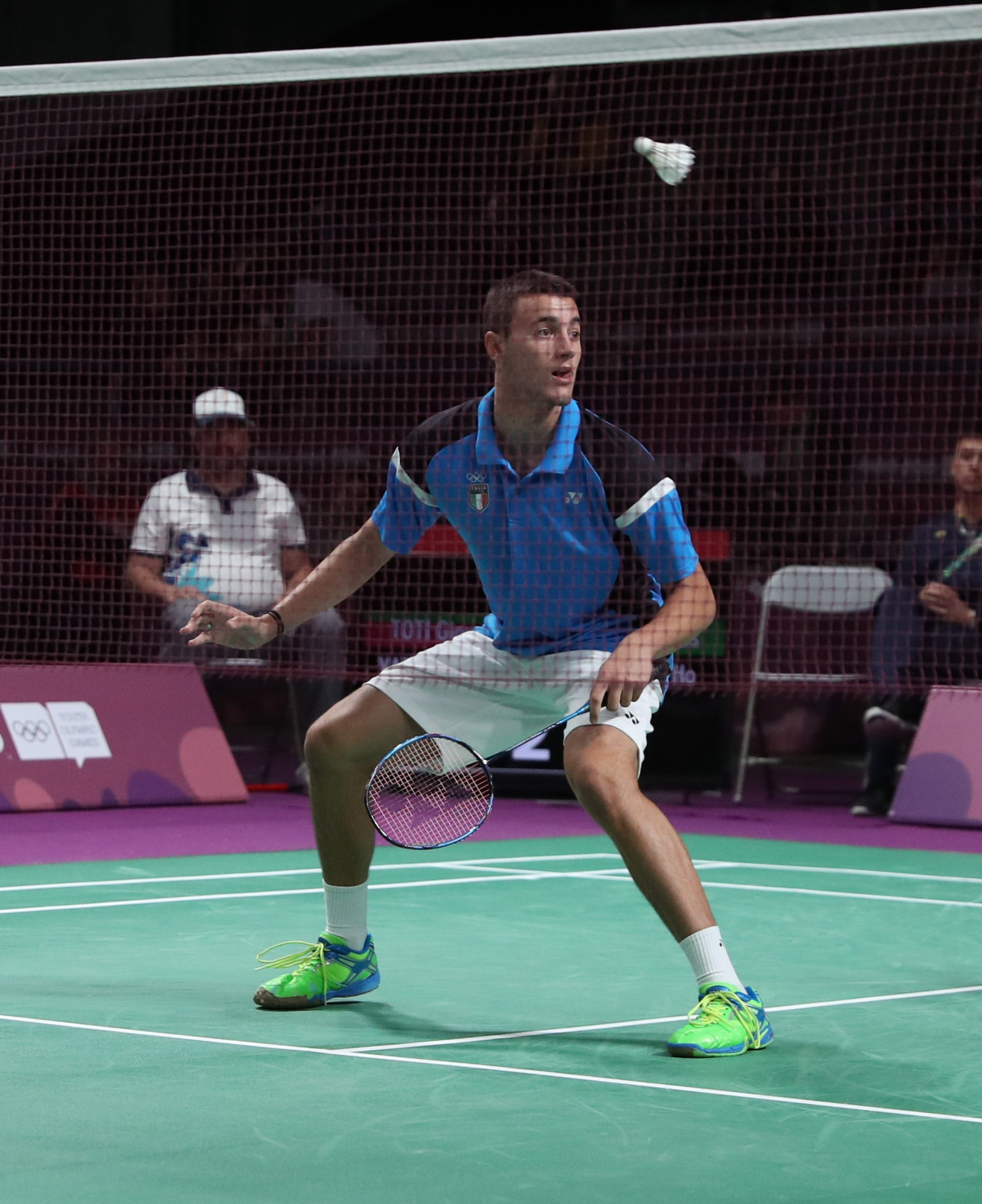
Giovanni Toti in azione ai Giochi olimpici giovanili di Buenos Aires 2018

Inizia a praticare il badminton durante le scuole medie, iscrivendosi al GSA Badminton Chiari, classificandosi al 9º posto ai campionati italiani under 15 del 2013, seguito l'anno successivo dalla doppia medaglia d'oro nel singolo e doppio maschile. Grazie al successo, si trasferisce per allenarsi al Centro tecnico federale di Milano, città in cui si iscrive l'istituto professionale a indirizzo socio sanitario.
Con la Nazionale italiana, vince la medaglia d'oro nel torneo a squadre dei III Giochi olimpici giovanili estivi di Buenos Aires 2018. Nel 2021 vince il Campionato italiano. Ai XIX Giochi del Mediterraneo di Orano 2022 conquista la medaglia di bronzo in coppia con Fabio Caponio.
Nella primavera del 2024 ha ottenuto una storica qualificazione ai Giochi olimpici di Parigi 2024, in quanto primo italiano a disputare il torneo olimpico maschile di badminton. Il 29 luglio diventa anche il primo giocatore di badminton italiano a vincere una partita ai Giochi olimpici, dopo il ritiro per infortunio dell'avversario Sören Opti; viene poi sconfitto dal cinese Shi Yuqi ed eliminato dal torneo olimpico.